# 출신성분
출신성분(出身成分)은 현대의 조선민주주의인민공화국에서, 계층 제도 및 그 계급을 가리키는 말이라고 추측되는 것이다. '출신성분'의 존재를 주장하는 자들에 따르면 이를 다른 말로 '주민성분'이라고 부른다고도 한다.
오늘의 북한은 버젓한 계급 차별 사회에 의해 구성되어 국민은 그 출자에 의해 「3대 계층 51개 분류」로 분류되고 있다. 3대 계층은 「핵심 계층」 「동요 계층」 「적대 계층」의 3개이며, 51개 분류란 각층내의 분류이다.
- 핵심 계층 (核心階層)- 공무원, 교사, 소작인, 조선인민군, 조선로동당 당원, 사무원, 혁명 유족, 애국 열사 유족, 피살자 가족, 전사자 가족, 후방 가족 등 12개 분류
- 동요 계층 (動搖階層)- 중소상인, 수공업자, 농민, 노동자, 부농, 중소지주, 재일 한국인 등 18개 분류
- 적대 계층 (敵對階層)- 대지주, 자본가, 친일파, 반동분자, 천도교청우당 당원, 입북자, 개신교·불교·천주교 신자, 탈당자, 철학자, 적(敵)기관복무자, 체포자·투옥자 가족, 간첩 관계자, 반당·반혁명 종파 분자, 처단자 가족, 출옥자, 정치범, 조선민주당 당원 등 21개 분류

「핵심 계층」으로 분류된 사람들은 과거 서양의 귀족과 같은 특권계급으로 수많은 혜택을 받고 있다.
한편 「적대 계층」으로 분류된 사람들은, 본인의 능력·소행과 관계없이 차별적 대우의 대상으로 여겨져 대학 진학을 할 수 없는 것은 물론, 탄갱 지구로 강제 이주된다. 「동요 계층」 (과거 서양의 평민)으로 분류된 사람이라도 직장에서의 승진에, 한계가 있다.
표면상으로는 직장에서 공적을 올리면 승진의 한계도 완화된다고 여겨지고 있다.

## 「3대 계층 51개 분류」 실시
북한은 1958년 부터 1960년대 말까지 ‘중앙당 집중지도사업’을 시작으로 ‘주민재등록사업’ ‘3계층 51계 분류 구분사업’을 실시하여 북한식 계층구조의 골간을 완성한다. 전 주민을 크게 ‘핵심계층’, ‘동요계층’, ‘적대계층’ 3계층으로 구분하고 이를 다시 51계 부류로 세분화했다.

## 같이 보기
- 연안파
- 카스트
- 사회적 지위
- 후커우 제도